# Штеффисбург
Штеффисбург (нем. Steffisburg) — город в Швейцарии, в кантоне Берн.
Входит в состав округа Тун. Население составляет 15 929 человек (на 31 декабря 2019 года). Официальный код — 0939.
1 января 2020 года в состав Штеффисбурга вошла коммуна Швендибах.